# Leuchttürme Klaipėda
Die Leuchttürme in Klaipėda (litauisch Klaipėdos švyturys) liegen im Hafengebiet der litauischen Stadt Klaipėda (deutsch Memel) am Kurischen Haff und indirekt an der Ostsee. Es begann mit Signalfeuern auf den Erhebungen. Mit zunehmender Bedeutung als Hafenstadt und Umschlagplatz der Nutzholz-Flößerei und Binnenschifffahrt mit der Seeschifffahrt, wurden die Navigationshilfen ausgebaut. Der Hafen der Stadt ist meist über das ganze Jahr eisfrei. Wichtig war früher neben dem üblichen Warenverkehr der Holzexport. Später kam der Fährverkehr dazu. Zudem wurde Erdöl aus Sibirien über Klaipėda verschifft. Die anfangs repräsentativen Leuchttürme wurden meistens durch schlichte Zweckbauten ersetzt.

## Leuchttürme und Leuchtfeuer
Hier sind Leucht- und Richtfeuer gelistet, die eine besondere Bedeutung haben oder hatten. Die Liste ist nicht komplett.
| Leuchtfeuer                                          | Leuchtfeuer | Lage                                       | Koordinaten                                                                 | Baujahr/e        | Turmhöhe | Feuerhöhe | Kennung ∡°                                                                      | Reichweite      | UKHO # LTSA # NGA #                           |                                     |
| ---------------------------------------------------- | --- | ------------------------------------------ | --------------------------------------------------------------------------- | ---------------- | -------- | --------- | ------------------------------------------------------------------------------- | --------------- | --------------------------------------------- | ----------------------------------- |
| Weißer Leuchtturm Nordermole                         | | Melnragė deutsch Mellneraggen              | 55° 43′ 50″ N, 21° 4′ 47″ O                                                 | 1884             | 7,35 m   | 10 m      | R Fl.R.3s                                                                       |                 | LIT-003 zerstört Januar 1945                  | [ A 1 ] [ 1 ] [ 2 ]                 |
| Hinteres Eingangs-Richtfeuer                         | alternative Beschreibung | Švyturios (deutsch Leuchtturm)             | 55° 43′ 40″ N, 21° 5′ 45″ O                                                 | 1740, 1796, 1953 | 40 m     | 44 m      | Iso.W.6s 180°–0°                                                                | 18 sm (33,3 km) | C 3346 LIT-002 12004 0010                     | [ A 2 ] [ 3 ]                       |
| Vorderes Eingangs-Richtfeuer                         | Bild gesucht Die Wikipedia wünscht sich an dieser Stelle ein Bild vom hier behandelten Ort. Falls du dabei helfen möchtest, erklärt die Anleitung , wie das geht. BW | Melnragė                                   | 55° 43′ 40″ N, 21° 5′ 28″ O                                                 |                  | 29 m     | 31 m      | Iso.W.6s 180°–0°                                                                | 16 sm (29,6 km) | C 3345.9 12000 0009                           | [ A 3 ] [ 4 ]                       |
| Pagrindinis Šiaurinis (Hauptfeuer Nord)              | Bild gesucht Die Wikipedia wünscht sich an dieser Stelle ein Bild vom hier behandelten Ort. Falls du dabei helfen möchtest, erklärt die Anleitung , wie das geht. BW | Melnragė                                   | 55° 43′ 26″ N, 21° 6′ 11″ O                                                 |                  | 61 m     | 65 m      | Dir Oc WRG 3sR. 332°48′-334°18′, W.-336°06′, G.-337°36′.                        | 10 sm (18,5 km) | C 3340 12022 0014                             | [ A 4 ] [ 5 ]                       |
| Richtfeuer Südbecken litauisch Pagrindinis Pietinis  | Bild gesucht Die Wikipedia wünscht sich an dieser Stelle ein Bild vom hier behandelten Ort. Falls du dabei helfen möchtest, erklärt die Anleitung , wie das geht. BW | Smeltė (deutsch Schmelz)                   | Oberfeuer 55° 39′ 55″ N, 21° 9′ 3″ OUnterfeuer 55° 40′ 10″ N, 21° 8′ 50″ O  |                  | 68 m47 m | 73 m53 m  | Oc.R.4s 154.2°–156.2°Iso.R.3s 154.2°–156.2°                                     | 5 sm (9,3 km)   | C 3366.1 003212042 LIT-000 12042 0031         | [ 6 ]                               |
| Fischereihafen                                       | Bild gesucht Die Wikipedia wünscht sich an dieser Stelle ein Bild vom hier behandelten Ort. Falls du dabei helfen möchtest, erklärt die Anleitung , wie das geht. BW | Smeltė                                     | Nord = BB 55° 39′ 38″ N, 21° 9′ 11″ OUnterfeuer 55° 39′ 38″ N, 21° 9′ 14″ O |                  | ≈12 m    | 14 m      | Oc WRG 3sUžt R 3s R 344.3°-346.3°(2°), W 346.3°-348.3°(2°), G 348.3°-350.3°(2°) | 10 sm (18,5 km) | C 3366.1 0032C 3366                           | [ A 5 ] [ 7 ]                       |
| Marina (Jachtų Uosto Pietini)                        | Bild gesucht Die Wikipedia wünscht sich an dieser Stelle ein Bild vom hier behandelten Ort. Falls du dabei helfen möchtest, erklärt die Anleitung , wie das geht. BW | Smiltynė (deutsch Sandkrug)                | NO 55° 41′ 51″ N, 21° 7′ 14″ OS 55° 41′ 51″ N, 21° 7′ 17″ O                 | 2015–2017        | 6 m      | 8 m       | Oc.G.4sOc.R.4s                                                                  | 5 sm (9,3 km)   | C 3363 0022.1C 3363.1 0022.2                  | [ A 6 ] [ 8 ]                       |
| Winterhafen                                          | Bild gesucht Die Wikipedia wünscht sich an dieser Stelle ein Bild vom hier behandelten Ort. Falls du dabei helfen möchtest, erklärt die Anleitung , wie das geht. BW | Vitė (deutsch Bommelsvitte)                | Nordmole 55° 42′ 39″ N, 21° 7′ 12″ OSüdmole 55° 42′ 35″ N, 21° 7′ 10″ O     |                  | 28 m17 m | 15 m17 m  | Fl.R. 1,5sFl G 4s                                                               | 3 sm (5,6 km)   | C 3359.2 12041 0018C 3359 12040 0019          | [ A 7 ] [ 9 ] [ A 8 ] [ 10 ] [ 11 ] |
| Perkėla Danė-Smiltynė (Molenfeuer Flussmündung Danė) | Bild gesucht Die Wikipedia wünscht sich an dieser Stelle ein Bild vom hier behandelten Ort. Falls du dabei helfen möchtest, erklärt die Anleitung , wie das geht. BW | Birutė                                     | 55° 42′ 22″ N, 21° 7′ 19″ O                                                 |                  | 6,6 m    | 4,6 m     | Fl.R 2s, 0.5+(1.5)                                                              | 3 sm (5,6 km)   | C 3360.1 LIT-000 12031 0019.1                 | [ A 9 ] [ 12 ]                      |
| Šiaurinė Bega (Nordbega)                             | Bild gesucht Die Wikipedia wünscht sich an dieser Stelle ein Bild vom hier behandelten Ort. Falls du dabei helfen möchtest, erklärt die Anleitung , wie das geht. BW | Vėtrungė („Wetterfahne“)                   | 55° 41′ 46″ N, 21° 7′ 42″ O                                                 |                  | 6,4 m    | 8, m      | Iso R 2s                                                                        | 3 sm (5,6 km)   | C 3364 12041.9 0024.1                         | [ A 10 ]                            |
| LNG Terminal                                         | Bild gesucht Die Wikipedia wünscht sich an dieser Stelle ein Bild vom hier behandelten Ort. Falls du dabei helfen möchtest, erklärt die Anleitung , wie das geht. BW | Nördlich Kiaulės nugara („Schweinerücken“) | Nord 55° 39′ 58″ N, 21° 8′ 12″ OSüd 55° 39′ 46″ N, 21° 8′ 12″ O             |                  | 4,6 m    | 11 m      | Mo(U) W 5s                                                                      | 3 sm (5,6 km)   | C 3367 2043.1 0037.5 C 3367.5 12043.11 0037.3 | [ A 11 ] [ 13 ] [ 14 ]              |
| Holzhafen (Malkų įlanka)                             | Bild gesucht Die Wikipedia wünscht sich an dieser Stelle ein Bild vom hier behandelten Ort. Falls du dabei helfen möchtest, erklärt die Anleitung , wie das geht. BW | Smeltė                                     | 55° 38′ 55″ N, 21° 9′ 22″ O                                                 |                  |          |           |                                                                                 |                 | C 3369 0041 0042                              | [ A 12 ]                            |

Anmerkungen
1. ↑  Der eiserne Weiße Leuchtturm auf der Mole von Mellneraggen (Nordermole) wurde 1945 zerstört und später durch einen Stahlgitterturm ersetzt. Er hatte symbolische Bedeutung und war Motiv auf vielen historischen Postkarten, einigen Briefmarken und Geldscheinen. Im Jahr 1834 begann die Gesellschaft Memelner Händler mit dem Bau der nördlichen Mole bei Mellneraggen. 1884 wurde der Bau nach mehreren Änderungen fertiggestellt und das Leuchtfeuer in Betrieb genommen. Zu den Türmen wurden auf den Molen Schmalspurbahngleise verlegt um die Leuchttürme mit Brennstoff zu versorgen und Wartungsarbeiten durchzuführen.
2. ↑  Der Leuchtturm Klaipėda steht 500 Meter von der See entfernt. 1796 wurde auf einer Geländeerhebung nördlich der Stadt ein 54 ft (16,5 m) hoher Leuchtturm erbaut. Er war einer der ersten an der nordöstlichen Küste und löste einen einfachen, befeuerten Turm ab. Die Lichtanlage bestand aus sechs Bronze-Reflektoren. 1819 wurde der Turm erhöht und mit einem neuen Apparat versehen. Festes Feuer 180°, Feuerhöhe 29,5 m und 13 Stück parabolische Reflektoren. Der alte Turm hatte zwischen den beiden Weltkriegen ein rot-weißes Schachbrettmuster.
 Der Leuchtturm wurde während des Zweiten Weltkriegs zerstört, 1945 neu und verändert aufgebaut. Es ist ein zylindrischer Turm mit Laterne und Galerie, montiert auf einem 2-stöckigen achteckigen, schwarzen Betonsockel. Der Turm mit schwarzen und weißen horizontalen Bändern bemalt, Laterne und Galerie sind rot gestrichen. Dieser Leuchtturm ist das hintere Richtfeuer, das Schiffe durch die enge Zufahrt zwischen dem Ende der Kurischen Nehrung und dem Festland führt.
 Betreiber: Staatlicher Seehafen Klaipėda. Das Objekt liegt am nordwestlichen Rand von Klaipėda, dem Bezirk „Leuchtturm“. Der Standort ist zugänglich, der Turm gelegentlich geöffnet.
3. ↑  Führung: 92,5°. Der große, rote Stahlskelettturm hat eine rautenförmige, weiß gestrichene Lattenmarkierung. Darunter befindet sich eine lange rechteckige Lattenmarkierung, auch weiß gestrichen mit einem schwarzen vertikalen Streifen, in Flucht zu dem Streifen auf dem 260 Meter entfernten, hinteren Richtfeuer.
4. ↑  Primäres Hauptfeuer des Hafens. Dreieckiger Stahlskelettturm, mit roten und weißen horizontalen Bändern bemalt. Weißes, rotes oder grünes Licht, je nach Richtung. Dieses Licht führt Schiffe, die den Hafen verlassen. Der Turm liegt in einem Industriegebiet etwa 600 m südöstlich des „Leuchtturms Klaipėdas“ (s. o.) Der Standort und der Turm sind nicht zugänglich, aber von der Straße aus zu sehen.
5. ↑  Fischereihafen
6. ↑  Die Einfahrt zur Marina wurde beim Neubau auffällig und modern gestaltet. Auf dem Pier (Wellenbrechermole) und an Land stehen auffällige, spitzwinklige Pyramiden, die zur Dutchfahrt hin geneigt sind.
7. ↑  Nordmole: Großer zylindrischer Stahlskelettturm mit Galerie, bemalt mit weißen (oben), gelben, hellgrünen und dunkelgrünen Bändern.
8. ↑  Das Navigationslicht befindet sich auf halber Höhe des Turms im gelben Band. Der Turm steht auf der Nordmole des Winterhafens, etwa 3 km südöstlich des Haffs.
 Südmole: Der pyramidenförmige Stahlskelettturm mit Galerie ist und steht auf der Südmole des Winterhafens.
9. ↑  Auf der Aussichtsplattform am alten Fährterminal: Runder Metallturm auf der Molenspitze der Dange-Mündung mit weißen und roten Bändern. Oben ist eine Wartungsplatform.
10. ↑  Runder Metallturm auf der Pierspitze zwischen Kai 6A und 67 (Zellulosefabrik Memel) mit weißen und roten Bändern. Oben ist eine Wartungsplatform.
11. ↑  Auffällige gelbweiß gebänderte Rundtürme. Oben ist eine Wartungsplatform.
12. ↑  Traditionell ältester und südlichster Teil des Hafens am früheren Ende des König-Wilhelm-Kanals mit mehreren Richtfeuern unterschiedlicher Bauart, Größe und Reichweite